# Квинт Теренций
Квинт Тере́нций (лат. Quintus Terentius; III век до н. э.) — римский политический деятель, легат в 218 году до н. э. Известен благодаря единственному упоминанию у Тита Ливия: сенат направил Квинта вместе с Марком Антистием в Аримин, к избранному консулом Гаю Фламинию, чтобы убедить его приехать в Рим для вступления в должность. Эта миссия закончилась неудачей. Антиковеды отмечают, что рассказанная Ливием история не слишком правдоподобна, но в сенате в годы Второй Пунической войны действительно мог заседать нобиль по имени Квинт Теренций. Предположительно его сыном был Квинт Теренций Куллеон, претор в 187 году до н. э.